# Silver Star (comics)
Pour les articles homonymes, voir Silver Star.
Silver Star est un comics écrit et dessiné par Jack Kirby en 1983-1984 et publié par Pacific Comics.

## Historique de publication
À l'origine Silver Star est un projet de film écrit par Jack Kirby et Steve Sherman. En 1983, Kirby reprend le scénario et l'adapte en comics. Il est publié par Pacific Comics de février 1983 à janvier 1984 et compte six numéros. Il vient après le précédent comics de Kirby chez Pacific, Captain Victory and the Galactic Rangers. Silver Star suit les exploits d'un agent du gouvernement Morgan Miller, qui a été transformé en mutant ("Homo Geneticus") par son père le Dr. Bradford Miller. Grâce à ses super-pouvoirs il doit combattre des criminels dotés de super-pouvoirs. Aidé de deux autres mutants Norma Richmond et Big Masai, il lutte contre Darius Drumm, un des premiers sujets du Dr. Bradford Miller, qui a le pouvoir de déformer la réalité.
Des histoires d'autres auteurs complètent la série : The Mocker de Steve Ditko (dans le numéro 2), Last of the Viking Heroes de Mike Thibodeaux (dans les numéros 1, 5 et 6) et Detective Flynn de Richard Kyle et D. Bruce Berry (dans les numéros 3 et 4).
En 1993 Topps Comics prévoit de lancer une nouvelle série Silver Star écrite par Kurt Busiek et dessinée par James W. Fry III et Terry Austin. Mais un seul numéro est publié.

En 2011 Dynamite Entertainment intègre le personnage à Kirby: Genesis et en novembre publie une mini-série Kirby Genesis: Silver Star écrite par Jai Nitz et dessinée par Johnny D.